# Torneig a doble volta
Un torneig a doble volta, o lliga a doble volta (en anglès double round-robin), és un tipus de torneig típic de jocs d'estratègia (com els escacs on és molt usat, o també a les dames, Othello o el go) en què els adversaris s'enfronten entre ells dos cops: un amb blanques i un altre amb negres (o en matxs d'anada i tornada).

## Utilització del sistema en l'àmbit dels escacs
Aquest sistema és usat sobretot des dels darrers anys del segle xx, quan començaren a proliferar els torneigs de super-elit amb pocs participants, però d'alt nivell (típicament, del Top 10 mundial).

### Torneigs importants disputats a doble volta
Històricament, els torneigs importants han estat disputats a doble volta: Londres 1883 (guanyat per Zukertort davant Steinitz), Torneig de Viena 1898 (19 jugadors, guanyat per Tarrasch), Londres 1899 (15 jugadors, guanyat per Lasker), Sant Petersburg 1914 (final guanyada per Lasker davant Capablanca i Alekhin), Torneig de Nova York 1924 (guanyat per Lasker davant Capablanca i Alekhin), Bled 1931 (guanyat per Alekhin), AVRO 1938 (guanyat per Keres i Fine davant Botvínnik, Alekhin, Euwe i Capablanca), Salzburg 1942 i 1943; els Torneigs de Candidats de Zuric/Neuhausen 1953 (15 participants) i Amsterdam 1956 guanyats per Smislov; les copes Piatigorsky de 1963 (Los Angeles, guanyada per Keres i Petrossian) i 1966 (Santa Monica, guanyada per Spasski davant Fischer, Larsen, Portisch i Petrossian), Montreal 1979 (guanyat per Kàrpov i Tal) i Las Palmas 1996 (guanyat per Kaspàrov).
A partir de 1998, el Torneig de Linares s'ha disputat anualment a doble volta. Durant els anys 1980, el torneig anual de Tilburg ha estat també a doble volta.

### Torneigs a quatre voltes
Els torneigs de Candidats de 1959 i de 1962 es varen disputar a quatre voltes, amb cadascun dels vuit jugadors enfrontant-se als adversaris quatre cops (dos amb blanques i dos amb negres). Dos altres torneigs importants organitzats a quàdruple volta foren el Campionat de la Unió Soviètica de 1941, organitzat entre els sis primers del campionat soviètic de 1940 (Lilienthal, Bondarevski, Keres, Smislov, Boleslavski i Botvínnik) per designar un aspirant soviètic que disputés el campionat del món a Aleksandr Alekhin, guanyat per Mikhaïl Botvínnik, i també el torneig de Nova York de 1927 disputat entre sis jugadors (Capablanca, Alekhin, Nimzowitsch, Vidmar, Spielmann i Marshall). Més recentment, el torneig d'Amsterdam 1988 fou un quadrangular a quatre voltes entre Kaspàrov, Kàrpov, Timman i van der Wiel.

### Torneigs a cinc o sis voltes
El torneig més important disputat a cinc voltes fou el Campionat del món d'escacs de 1948 organitzat per determinar el successor d'Alekhin al tron de Campió del món d'escacs, un torneig que va guanyar Botvínik.
En el torneig d'escacs de Sant Petersburg de 1895-1896, cadascun dels quatre participants (Lasker, Steinitz, Txigorin i Pillsbury) s'enfrontà sis cops a cadascun dels seus tres rivals.